# Parigi-Roubaix 1923
La Parigi-Roubaix 1923, ventiquattresima edizione della corsa, fu disputata il primo aprile 1923, per un percorso totale di 270 km. Fu vinta dallo svizzero Félix Sellier giunto al traguardo con il tempo di 8h58'15" alla media di 30,098 km/h, davanti a René Vermandel e Félix Sellier.
Presero il via da Le Vésinet 225 ciclisti, 88 di essi tagliarono il traguardo di Roubaix; di questi ben 12 arrivarono ex æquo in settima posizione.

## Ordine d'arrivo (Top 10)
| Pos. | Corridore                  | Squadra                    | Tempo                      |
| ---- | -------------------------- | -------------------------- | -------------------------- |
| 1    | Henri Suter                | Gurtner                    | 8h58'15"                   |
| 2    | René Vermandel             | Alcyon-Dunlop              | s.t.                       |
| 3    | Félix Sellier              | Alcyon-Dunlop              | s.t.                       |
| 4    | Theo Beeckman              | Griffon                    | s.t.                       |
| 5    | Charles Lacquehay          | JB Louvet                  | s.t.                       |
| 6    | Marcel Huot                | Griffon                    | s.t.                       |
| 7    | 12 ciclisti a s.t. ex æquo | 12 ciclisti a s.t. ex æquo | 12 ciclisti a s.t. ex æquo |